# Cenacolo di Ognissanti
Il Cenacolo di Ognissanti è un piccolo ambiente museale di Firenze, situato in Borgo Ognissanti, nel refettorio posto fra i due chiostri del convento di Ognissanti. Vi si trova il grande affresco dell'Ultima Cena (400x810 cm) di Domenico Ghirlandaio, databile al 1480.
Dal dicembre 2014 il Ministero per i beni e le attività culturali lo gestisce tramite il Polo museale della Toscana, nel dicembre 2019 divenuto Direzione regionale Musei.

## Storia dell'affresco
L'opera venne commissionata al pittore già celebre, in procinto di recarsi a Roma per affrescare la Cappella Sistina con altri pittori fiorentini. Quello stesso anno l'artista sempre in Ognissanti lavora all'affresco del San Girolamo nello studio per la famiglia Vespucci.
Durante i lavori di restauro è stata scoperta la sinopia dell'affresco, che è oggi esposta sulla parete sinistra. Rispetto alla versione definitiva si notano alcune modifiche nella mimica degli apostoli, soprattutto nella metà sinistra, per conferire maggiore espressività.
Domenico Ghirlandaio ha dipinto altri due affreschi di cenacoli a Firenze:
- il Cenacolo della Badia di Passignano, l'opera più antica realizzata in collaborazione con i suoi fratelli (1476);
- il Cenacolo di San Marco, molto simile a quello di Ognissanti seppur di dimensioni più ridotte (1486).

Un terzo era il cenacolo di San Donato in Polverosa, intermedio tra quello di Passignano e questo di Ognissanti, ma andato irrimediabilmente perduto.
L'opera di Ognissanti fu molto celebrata, ma ha avuto sorti alterne nella considerazione della critica. Vasari ad esempio la citò appena ("un Cenacolo, a fresco..."), mentre secondo alcuni studiosi moderni soffre troppo l'adesione a un gusto piacevole, che rinnega la penetrazione psicologica e gli accenti drammatici.

## Descrizione e stile
L'affresco si trova sulla parete opposta all'entrata del refettorio, composta da due lunette separate da un peduccio che regge la volta, con al di sotto un'ampia fascia liscia di parete.

### Schema architettonico
Il Ghirlandaio in quest'opera abbandonò la tradizionale scatola prospettica della stanza chiusa (usata ad esempio da Andrea del Castagno in Sant'Apollonia), per impostare una finta apertura della parete in una loggia, che asseconda le forme architettoniche della stanza stessa. A questo effetto illusionistico contribuisce sostanzialmente anche lo studio della luce, che coincide con quello reale della stanza. Le due finestre dipinte sullo sfondo corrispondono infatti alle due finestre reali dell'ambiente, con la fonte luminosa principale proveniente da sinistra. L'effetto era per i frati quello della presenza del Signore degli Apostoli perfettamente integrati tra loro, come un gruppo che consumava il pasto elevato di fronte a loro. I colori in generale sono vivamente accesi con delicati accordi.

### Gesù e gli apostoli
La tavola presenta una forma a "U", allargando i lati, sebbene gli apostoli siano ancora di fatto allineati sul lato maggiore. Essi sono ordinati a coppie e reagiscono con vari atteggiamenti all'annuncio di Gesù secondo cui uno fra loro lo tradirà: ecco che Pietro solleva il coltello e lo indica come per difendere il maestro, Giacomo appare turbato e altri discutono via via più pacatamente dell'annuncio. Un apostolo giovane, vestito di verde (san Tommaso?), poggia il braccio sul tavolo come per levarsi a discutere con Giuda, verso il quale invia un penetrante sguardo. I due apostoli all'estrema destra infine si indicano il petto, come a chiedersi se il messaggio di Gesù a proposito del tradimento sia rivolto a loro.
Sono molto limitati gli aspetti drammatici, prediligendo una rappresentazione misurata e serena. Giuda, come da tradizione, è separato dal gruppo dei dodici, trovandosi seduto sul lato opposto della tavola di spalle, a destra di Gesù e Giovanni addormentato addosso a lui. La testa di Gesù è frutto di rifacimento ad opera di Carlo Dolci.
La psicologia degli atteggiamenti resta sempre in superficie, evitando espressioni drammatiche troppo vive. Ciascun apostolo è caratterizzato quanto basta, e gli atteggiamenti sono tranquilli, anche quello di Giuda, che appare sereno e placido.

### I dettagli

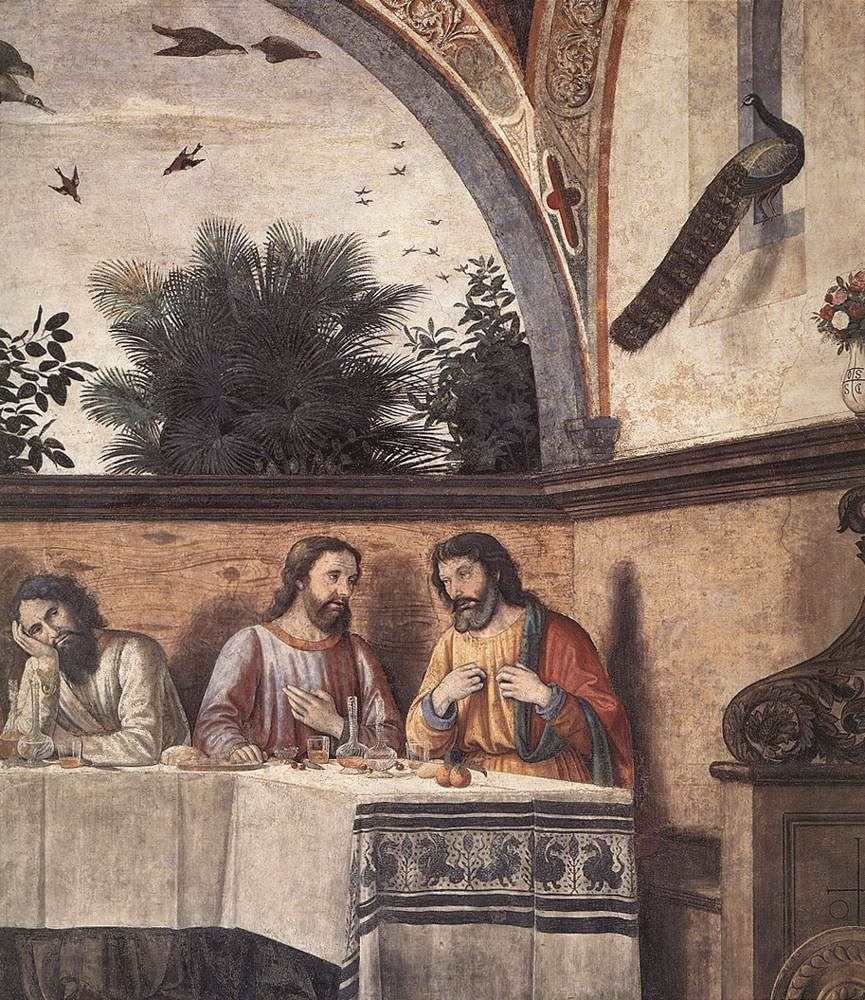
Dettaglio

Come nel Cenacolo della Badia di Passignano Ghirlandaio costruì la prospettiva della tavola in modo da permettere di vedere le stoviglie e le pietanze, permettendogli un accurato studio dal vero degli oggetti che tanto lo avevano impressionato nelle opere dei maestri fiamminghi presenti a Firenze. La stessa cura del dettaglio e dei diversi riflessi luminosi sui diversi materiali si ritrova anche nei ricami a ippogrifi a punto Assisi della tovaglia e nella sua sfrangiatura, negli intagli dello scranno e negli orci in metallo scuro nell'angolo a sinistra, nel piatto dorato e cesellato a destra e nel bouquet di fiori in una brocca poco sopra. Sicuramente la scena non doveva differire molto da una tavola fiorentina imbandita del tempo.
Attraverso le due aperture oltre la spalliera degli apostoli si vedono le cime degli alberi di un giardino, in cui volano numerosi uccelli. Si tratta di precisi elementi simbolici, legati ai temi della Passione e resurrezione di Cristo: la palma del martirio, le melograne e le rose rosse (nel vaso), simboli del sangue, le coppie di uccelli in volo, simbolo dei cicli della natura che si rinnovano, il pavone, simbolo di immortalità, ecc.; si vedono poi un falco sulla sua preda, un'anatra, simboli del pericolo imminente, a cui sembra far da guardia una quaglia pronta ad immolarsi, come simbolo del sacrificio di Cristo. I cardellini, con la macchia rossa sul petto, pure ricordano l'imminente passione.
Tra i cespugli si riconoscono anche agrumi, mele e datteri. Alcuni di questi frutti si trovano anche sulla tavola degli apostoli, a eccezione delle ciliegie (altro frutto rosso), che non hanno un corrispettivo nel giardino. Le caraffe sul tavolo sono colme di acqua e vino bianco, mentre tra gli alimenti si riconoscono pane, prosciutto e formaggi su taglieri. Pietro ad esempio, che ha il bicchiere vuoto, sembra aver appena finito di tagliare il proprio formaggio a pezzetti sulla tavola, secondo un gusto amorevole verso il dettaglio che ha la sua origine nell'emulazione delle opere fiamminghe.

## Altre opere
Il portale della sala e i due lavabi in pietra serena sono originali e risalgono pure al 1480. Le nicchie contengono due affreschi seicenteschi di Giuseppe Romei, legati al tema dell'acqua: Sara al pozzo di Giacobbe e Mosè che fa scaturire l'acqua dalla roccia.